# Afrikanische Kirchen in Europa
Unter der Bezeichnung Afrikanische Kirchen in Europa, beziehungsweise Kirchen afrikanischer Provenienz (KaP) in Europa versteht man die Gründung und Etablierung christlicher Kirchen mit Ab- und Herkunft aus Afrika.

## Geschichte
Die Ursprünge  lassen sich auf die 1950er Jahre zurückverfolgen. Anfangs waren sie durch die koloniale Vergangenheit nur in Großbritannien vertreten. Das kontinentale Europa kann ihre Präsenz erst einige Jahre später verzeichnen. In Deutschland gründete 1974 die Himmlische Kirche Christi aus Nigeria, als erste Kirche afrikanischer Provenienz eine Gemeinde in München. Seitdem haben die Zahlen, der in Europa vertretenen KaP stark zugenommen. Einen Zuwachs an Mitgliedern erlangten sie, als in den 1980er und 1990er Jahren große Flüchtlingsströme nach Europa gelangten. Da die Mitglieder dieser Kirchen auf dem europäischen Kontinent überwiegend in der ersten Generation in Europa sind, bestehen nach wie vor zahlreiche kirchliche und kulturelle Kontakte nach Afrika.

## Kategorisierung
Die afrikanischen Kirchen in Europa lassen sich mit Hilfe ihrer Gründungsgeographie dreiteilen. Dabei handelt es sich
- erstens um die ortsständige Ekklesiogenese. Hierzu gehören Gemeinden und Kirchen, deren Mutterkirche sich in Afrika befindet.
- Zweitens die diasporale Ekklesiogenese. Dabei handelt es sich um Kirchen, die in einem europäischen Land gegründet wurden und nur dort existieren.
- Drittens kann die transkulturelle Ekklesiogenese angeführt werden. Der Gründungsort und die Kirchenleitung befinden sich in einem europäischen Land und es haben bereits Gemeindegründungen in einem anderen europäischen oder amerikanischen Land oder gar in Afrika stattgefunden.

### Sprache
Weiterhin können linguistische und konfessionelle Subkriterien angeführt werden. Da das sprachliche Kriterium ein evidentes, nach außen offensichtliches Kriterium darstellt, lässt es sich in einem ersten gottesdienstlichen Kontakt am ehesten erschließen. Im Laufe der Jahre und der Etablierung der Kirche im jeweiligen europäischen Land kann sich der sprachliche Schwerpunkt von einer Sprache zur anderen verlagern: Meistens ist das für eine afrikanische Sprache der Fall, die durch die Evangelisation und Missionierung neuer Mitglieder, die dieser afrikanischen Sprache nicht mächtig sind, abgelöst und durch die jeweilige europäische Sprache des Gastlandes ersetzt wird. Dabei gilt es zu berücksichtigen, dass die Sprache eine sowohl inklusive als auch exklusive Funktion innehaben kann: Die Sprache kann identitätsstiftenden Charakter haben und somit eine Kirche zu einer stärkeren Einheit zusammenschweißen oder sie kann ausschließenden Charakter haben, indem durch die lingua franca der jeweiligen Kirche Fremden deutlich zu verstehen gegeben wird, dass sie nicht Teil des Ganzen sind. Die Sprache ist es, die das primäre Entscheidungskriterium afrikanischer Christen, die auf der Suche nach einer kirchlichen Heimat sind, darstellt.

### Konfession
Neben der linguistischen kann das konfessionelle Kriterium bei der Kategorisierung von KaP in Europa hilfreich sein. Grundsätzlich lässt sich feststellen, dass die meisten KaP in Europa in reformatorischer Tradition stehen und sich der pfingstlichen Theologie zugehörig fühlen. Es ist insbesondere die inhärente Flexibilität pfingstlicher Theologie, die es diesen Kirchen ermöglicht, sich den unterschiedlichen Kontexten anzupassen. Es darf allerdings nicht der Fehler begangen werden, Kirchen pfingstlicher Theologie „in einen Topf“ zu werfen. Die weltweite Entwicklung dieser Kirchen bringt eine Heterogenität mit sich, die es den Theologen erschwert, von einer Konfession zu sprechen. So kann es unter den pfingstlichen KaP in Europa Kirchen geben, die der Zungenrede (Glossolalie) eine zentrale Bedeutung schenken, andere wiederum schenken ihr kaum Raum im Leben ihrer Gemeinde. In einigen Kirchen werden den Heilungen große Bedeutung zugeschrieben, wobei andere ihnen in ihrer Theologie nur wenig Aufmerksamkeit zollen.
Neben den Kirchen, die in pfingstlicher Tradition stehen, soll weiterführend auf die KaP verwiesen werden, die ihr Zuhause unter dem Dach einer historischen Missionskirche gefunden haben. Dabei ist nicht an die wenigen verstreuten Christen afrikanischer Herkunft zu denken, die in einer deutschen Kirche Heimat gefunden haben, sondern vielmehr an KaP, die sich sowohl historisch als auch theologisch auf eine historische Missionskirche zurückführen lassen (u. a. Katholiken, Methodisten) und in Europa eine Form von konfessioneller Gemeinschaft in kultureller Verschiedenheit mit diesen Kirchen praktizieren.
Es ist ferner auf die KaP hinzuweisen, die sich überkonfessionell und interkulturell gestalten und einen Geistlichen haben, der von etablierten europäischen Kirchen finanziert wird. Dies ist z. B. in Deutschland der Fall, wo es afrikanische Seelsorger gibt, die von evangelischen Landeskirchen oder der Katholischen Kirche angestellt sind.

## Ökumenische Interaktion
Die autochthonen, diasporalen und transkulturalen Ekklesiogenesen zeugen von sehr vielschichtigen ökumenischen Interaktionsformen. Um dieser ökumenischen Herausforderung gerecht zu werden, empfiehlt es sich verschiedene ökumenische Ebenen heranzuziehen: Erstens die gemeindliche Ebene; zweitens die regionale Ebene; drittens die überregionale Ebene; Viertens die globale Ebene.
1. Die ersten Kontakte auf gemeindlicher Ebene geschehen meist durch das Anmieten von Räumlichkeiten etablierter europäischer Kirchen. Aus diesen ersten Kontakten entwickelt sich selten eine geschwisterliche Beziehung zwischen den beiden Kirchen. Durch kulturelle und theologische Unkenntnis auf beiden Seiten gestalten sich die ersten ökumenischen Interaktionen zumeist mühsam. Von einer ökumenischen Interaktion auf gemeindlicher Ebene zwischen KaP in Europa ist noch selten die Rede. Hier sind nicht nur die kulturellen und theologischen Auseinanderentwicklungen, sondern zusätzlich die ethnischen und kirchenpolitischen Positionen von trennender Bedeutung.
2. Auf regionaler Ebene ist es in den letzten Jahren vermehrt zu Zusammenschlüssen dieser Kirchen in der jeweiligen europäischen Region gekommen. Dabei kommt es nicht selten vor, dass sich bei den regionalen ökumenischen Interaktionen auch Kirchen anderer Sprachen und Kulturen angliedern. Seit der ersten Konferenz, die die afrikanische Diaspora in Europa (1997 in Leeds/GB) zum Thema hatte, ist den afrikanischen Kirchenführern bewusst geworden, dass sie im europäischen Kontext mit einer Stimme sprechen sollten, um einen gewissen Einfluss auf Politik und Kirche in Europa ausüben zu können.
3. Die überregionalen ökumenischen Interaktionen gestalten sich noch sehr mager. Auf dieser Ebene kommt es am ehesten zwischen Kirchen pfingstlicher Prägung zu Annäherungen und Kooperationen. Afrikanische Kirchen haben inzwischen den Weg gefunden zu pfingstlichen Zusammenschlüssen wie dem „Bund Freikirchlicher Pfingstgemeinden“ (BFP). Eine tendenzielle Annäherung mit etablierten europäischen Kirchen, bzw. mit ihren Missionswerken zeichnet sich u. a. in der Frage der theologischen Ausbildung  ab. So werden theologische Begleitkurse an verschiedenen Orten in Deutschland für Gemeindeleiter angeboten.
4. Auf globaler Ebene wiederum haben KaP meist zahlreiche ökumenische Kontakte in ihre ursprünglichen afrikanischen Heimatländer. Diese manifestieren sich u. a. durch Mitgliedschaften in afrikanischen Kirchenräten oder durch enge Kooperation mit Predigern in Afrika. Darüber hinaus sind einige dieser Kirchen Mitglied im Ökumenischen Rat der Kirchen (ÖRK). Mit diesen Entwicklungen in der weltweiten Ökumene wird sich der ÖRK in der Zukunft beschäftigen.